# Nove archi

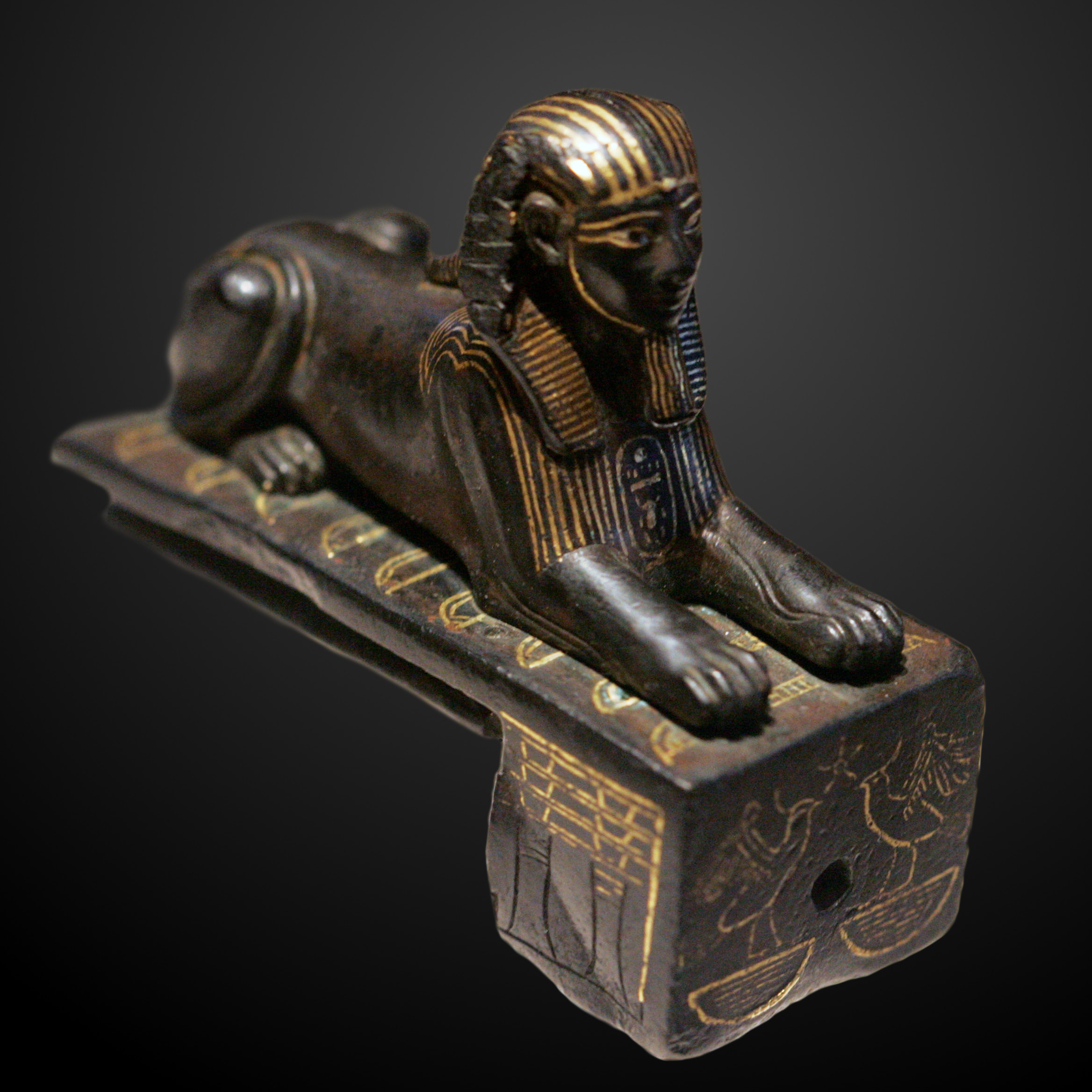
La "Sfinge bronzea di Thutmose III" raffigura il faraone accovacciato sui "Nove archi". Le Pavoncelle raffigurate sul fronte del piedistallo recitano Tutti i popoli rendono omaggio.

Il geroglifico dei Nove archi è, nella convenzione dei geroglifici egizi, il simbolo utilizzato per indicare i nemici dell'Antico Egitto. Nel corso del tempo i "nemici" vennero identificati con diverse popolazioni (in principio di Nubiani), pertanto non esiste una vera e propria lista di nove popolazioni nemiche. Nella resa grafica, i "Nove archi" sono raffigurati l'uno differente dall'altro, a seconda della rilevanza data al nemico specifico in relazione all'epoca di realizzazione.

## Famose raffigurazioni

### Statua di Djoser
Una delle più antiche raffigurazioni dei "Nove archi" è presente nella statua del faraone Djoser: il sovrano, seduto, poggia i piedi sui nove archi, in questo caso simbolo dei Nubiani da lui sconfitti. 

### Tomba di Tutankhamon
La tomba del faraone Tutankhamon ha una famosa rappresentazione dei "Nove archi". La tomba era chiusa da un cordone con un sigillo d'argilla sul quale era impresso Anubis, accovacciato come uno sciacallo sopra i nove archi, in un lungo cartiglio verticale.